# Oak Grove (Louisiana, West Carroll megye)
Oak Grove város az USA Louisiana államában. 

## Népesség
A település népességének változása: